# Jacob Schenk
Jacob Schenk (Urk, 1973) is een Nederlandse musicus, werkzaam als dirigent, organist, pianist en arrangeur.
Hij ontving zijn opleiding aan het conservatorium te Zwolle bij Harm Jansen, Jos Leussink en Jos Vermunt. Aanvullende masterclasses werden gevolgd bij de Noord-Duitse organist Harald Vogel. Ook studeerde hij panfluit bij Nicolae Pîrvu en piano bij Matthijs Verschoor. Hij maakte concertreizen naar Zwitserland, Israël, Canada, Duitsland, België en het Verenigd Koninkrijk. Hij is dirigent van vijf koren: mk Urker Zangers, mk De Lofzang Heerde het Apeldoorns Christelijk Mannenkoor, jk Deum Fidentes te Emmeloord en het Christelijk Nationaal Koor. Bij muziekuitgeverij Prozamusica te Veenendaal verscheen van zijn hand de bundel Zingen op de Levensweg, een drietal Nederlandstalige bewerkingen voor solostem en mannenkoor. Hij heeft een lespraktijk en is als organist verbonden aan de Christelijke Gereformeerde Kerk Ichthus te Urk.
Jacob Schenk neemt ieder jaar in de zomer als panfluitleraar deel aan de panfluitcursus van Dajoeri in Arosa.